# Lyrica Okano
Lyrica Okano (ur. 9 listopada 1994) – amerykańska aktorka. W latach 2017–2019 grała Nico Minoru w serialu Runaways.

## Filmografia
| Rok       | Tytuł                                    | Rola        | Uwagi                | Przypis |
| --------- | ---------------------------------------- | ----------- | -------------------- | ------- |
| 2007      | Moca                                     | Mia         | Film krótkometrażowy | [ 2 ]   |
| 2009      | The Art of Suicide                       | Hannya      | Film krótkometrażowy | [ 2 ]   |
| 2014      | Unforgettable: Zapisane w pamięci        | Didi        | Serial telewizyjny   | [ 1 ]   |
| 2015      | The Affair                               | Chrissy     | Serial telewizyjny   | [ 2 ]   |
| 2015      | The Michael J. Fox Show                  | Caroline    | Serial telewizyjny   | [ 1 ]   |
| 2017–2019 | Runaways                                 | Nico Minoru | Serial telewizyjny   | [ 3 ]   |
| 2018      | Magnum: Detektyw z Hawajów               | Amanda Sako | Serial telewizyjny   | [ 1 ]   |
| 2019      | Zaprzysiężeni                            | Margo Chan  | Serial telewizyjny   | [ 1 ]   |
| 2020      | Story Game - mroczne opowieści z Japonii | Chicka      | Film                 | [ 1 ]   |
| 2021      | Chicago PD                               | Willa Tan   | Serial telewizyjny   | [ 1 ]   |
| 2022      | Press Play                               | Chloe       | Film                 | [ 4 ]   |